# Сан-Донато (станция)
Сан-Дона́то — железнодорожная станция Свердловской железной дороги, находится в черте города Нижний Тагил (Россия), в жилом районе Рудник им. III Интернационала.
На станции Сан-Донато останавливаются электрички Нижний Тагил – Чусовская, Нижний Тагил – Верхотурье, Нижний Тагил – Серов. Через станцию Сан-Донато транзитом следуют пассажирские поезда: 84Е/84М «Приобье — Серов — Москва — Приобье», 49/50 «Екатеринбург — Нижний Тагил — Москва — Екатеринбург», 603/604 «Екатеринбург — Соликамск — Екатеринбург».

## Название
В 1827 году один из представителей знаменитого рода уральских промышленников Демидовых — Николай Демидов купил у монахов владение Сан-Донато во Флоренции и начал строительство великолепной виллы на этом месте. Строительство было завершено в 1831 году уже после его смерти его сыном Анатолием Демидовым. В 1841 году он женился на племяннице Наполеона I Матильде Бонапарт. Незадолго до свадьбы Демидов получил от великого герцога Тосканы Леопольда II титул Князя Сан-Донато, так как отец Матильды желал, чтобы она осталась принцессой.
Однако княжеский титул Демидова не признавался в России. Когда Николай I узнал о новоиспечённом князе, то сказал: «Пусть он там только князем и остаётся». После смерти в 1870 году бездетного Анатолия Демидова его состояние и титул перешли по наследству его племяннику Павлу Демидову.
В феврале 1872 года итальянский король Виктор Эммануил II подтвердил его права на титул, а в июне того же года княжеский титул за ним признал и российский император Александр II. Для того, чтобы владеть этим титулом в России, необходимо было владеть имением с таким названием и в России.
Поэтому в 1878 году при открытии Уральской горнозаводской железной дороги одна из станций получила название Сан-Донато.

## История
Изначально на станцию выходили пути, соединяющие Высокогорский и Меднорудянский рудники, Нижнетагильский и Выйский заводы.
В начале XX века Сан-Донато была превращена в узловую станцию, сюда перенесли основной склад продукции заводов. В 1908—11 годах была построена Алапаевская (Салдинская) железнодорожная ветка, напрямую связавшая Салдинские заводы с предприятиями Нижнего Тагила. Через Сан-Донато ветка соединялась с общероссийской железнодорожной сетью.
В начале XX века рядом со станцией были обнаружены богатые месторождения меди. В связи с их разработкой рядом со станцией возник одноимённый посёлок. В 1927 году он был переименован в посёлок Рудник им. III Интернационала, а позже вошёл в состав Нижнего Тагила в качестве жилого района.
В середине XX века железнодорожная ветка, проходившая через Сан-Донато, была электрифицирована.
В 80-е годы XX века было снесено здание вокзала.
В настоящее время около станции действует исправительная колония ИК-12.

## Персоналии
На этой станции 12 сентября 1936 года в своем служебном вагоне был арестован Юрий Пятаков.

## В культуре
На станции проходили съёмки документального фильма «Алло, это Сан-Донато?» Анатолия Балуева.
Упоминается в книге Анатолия Рыбакова «Бронзовая птица» в связи с поисками клада Демидовых.